# Zao Wou-Ki
Zao Wou Ki (en chino simplificado, 赵无极; en chino tradicional, 趙無極; pinyin, Zhào Wújí), (Pekín, 1 de febrero de 1921 - Nyon, Suiza, 9 de abril de 2013), fue un pintor francochino.
Nacido en el seno de una familia culta, estudió caligrafía en su infancia y más tarde pintura en la facultad de Bellas Artes de Hangzhou de 1935 a 1941. Se instaló en París, en el barrio de Montparnasse en 1948 y siguió los cursos de Émile Othon Friesz.
Sus pinturas, influenciadas por Paul Klee se orientan a lo abstracto. Tienen por título la fecha en que las acaba y en ellas aparecen masas de colores que dan cuerpo a un mundo en creación, como un big bang, donde la luz estructura el lienzo. Trabaja a menudo con grandes formatos en forma de trípticos y dípticos. 
Conocer a Henri Michaux le supuso renovar su técnica de tinta china, desarrollando siempre temas abstractos influidos por la pintura tradicional china. 
Se ha convertido en el artista más cotizado de 2019 tras Monet y Picasso, según el listado anual del portal especializado en arte ArtPrice.

## Biografías seleccionadas
- Zao Wou-Ki, Autoportrait, Fayard, Paris, 1988.
- Claude Roy, Zao Wou-Ki, Le Musée de Poche, Editions Georges Fall, Paris, 1957.